# Вулиця Агнона (Бучач)

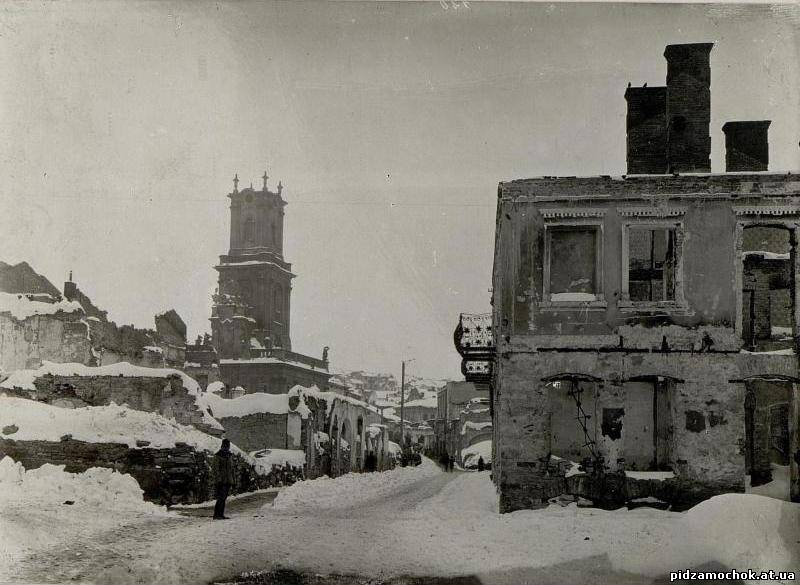
вулиця після руйнації московитами в І-шу світову

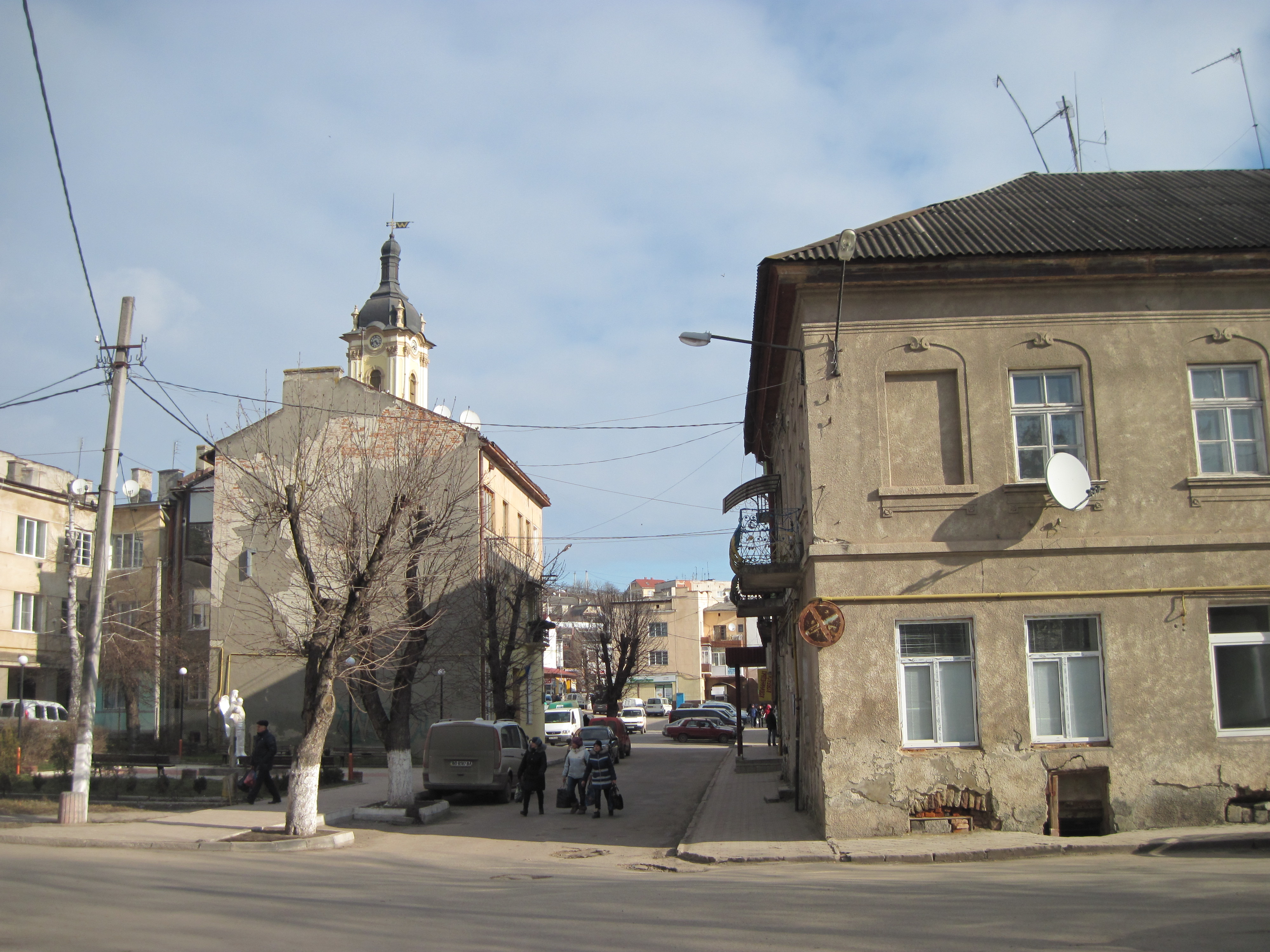
Вулиця Агнона, лютий 2015

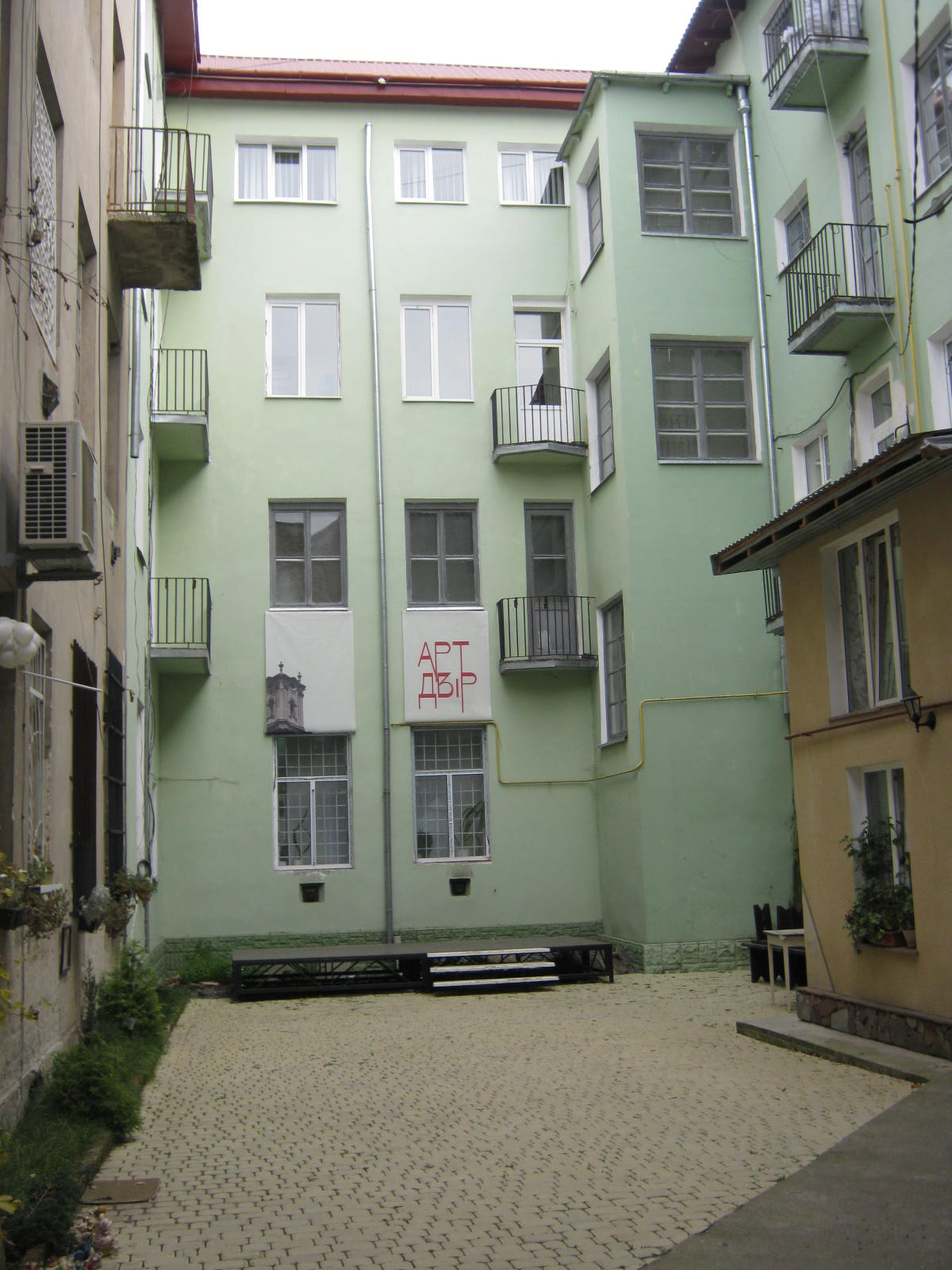
АРТ-двір, осінь 2013

Вулиця Агнона — одна з вулиць історичної частини Бучача. Розташована на правому березі Стрипи, один з відтинків — безпосередньо біля річки. Названа на честь Шмуеля Йосефа Агнона — відомого галицького єврейського письменника, лауреата Нобелівської премії з літератури 1966 року.

## Дотичні вулиці
Галицька (нижче будинку № 65), Мулярська, Міцкевича

## Пам'ятники
- меморіальна таблиця з барельєфом обличчя Аґнона біля входу в «АРТ-двір»
- погруддя Аґнону

## Організації
- АРТ-двір — структурна частина Бучач-АРТу у дворі будинку № 5.
- Бучацький дошкільний навчальний заклад «Теремок» (№ 3)[2]
- Бучацький районний фонд милосердя та здоров'я